# Rolla (Colombie-Britannique)
Rolla est une communauté située dans la province de la Colombie-Britannique, dans la Région de la Rivière-de-la-Paix.